# Hotel Max Hallet

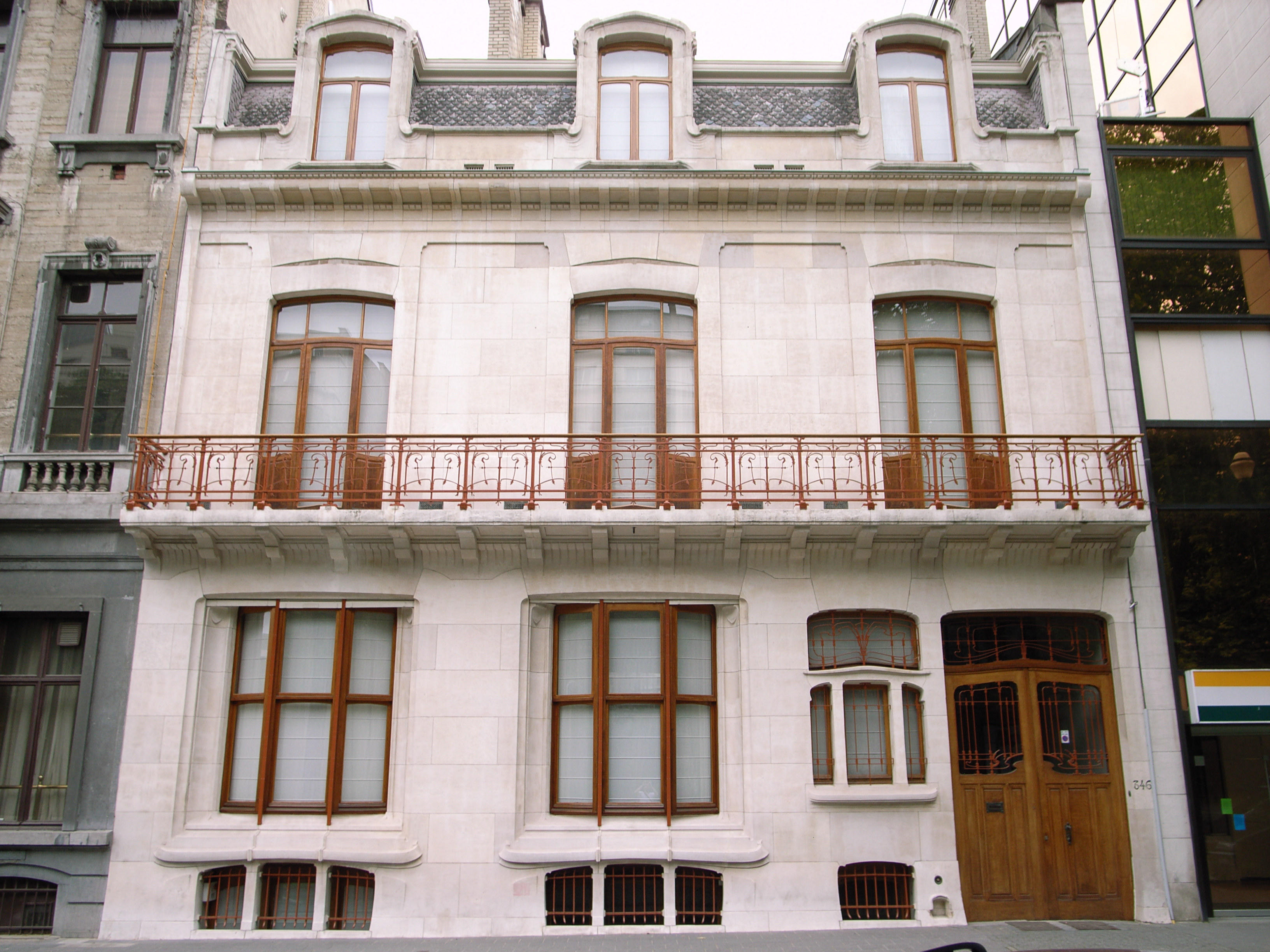
Hôtel Max Hallet

Het Hotel Max Hallet is een als beschermd monument aangewezen herenhuis van de art-nouveau-architect Victor Horta gelegen aan de Brusselse Louizalaan. Het kwam medio 2008 in het nieuws doordat het na een diepgaande restauratie onder impuls van de nieuwe eigenaar Michel Gilbert zijn oorspronkelijke bestemming, receptieruimte voor gasten, terugkreeg.

## Situering
Dit herenhuis verrees tussen 1903 en 1905 aan de mondaine Louizalaan in opdracht van de jonge advocaat en politicus Max Hallet met als bestemming woonruimte met advocatenpraktijk en gepaste receptieruimte voor bezoekers. De architect zelf schreef in zijn memoires dat de trap het belangrijkste deel van het huis uitmaakte, want het eerste bordes had de grootte van een kamer. Op het gelijkvloers ligt een werkkamer, de salon en een eetkamer. Op de eerste verdieping woonde de familie in een salon, werkkamer en grote slaapkamer. Helemaal bovenaan in het huis in de open loggia kan je een discreet muzieksalon aantreffen.
Dit huis bevat alle kenmerken van een destijds gebouwde art-nouveau-woning: schitterende traphal met opengewerkt perspectief met wintertuin, souterrain en bel-etage. Dit alles voorzien van zichtbaar ijzersmeedwerk en kostbare materialen zoals marmer en mahoniehout, es en zijdepapier.

## Restauratie
Alle bekende Horta-specialisten (waaronder architecte Barbara Van der Wee) gaven gericht advies bij de precieze en moeizame restauratie. Dit hield buiten de restauratie van de witte voorgevel, de reiniging van het gemaroufleerde schilderwerk van de trappenhal met respect voor het vroegere patina in. De deuren werden ontdaan van overtollige verflagen. De vloermozaïeken ondergingen vele poetsbeurten. Alleen de keuken en de badkamer werden van modern comfort voorzien, de rest bleef ongewijzigd.